# VICI
VICI는 NASA에 제안된 금성 대기권 및 표면 탐사선이다. 목적은 금성의 기원과 아라크노이드가 생기는 이유를 알아내는 것이다. 또한, 금성의 지질, 맨틀, 외핵, 내핵 등도 탐사대상으로 탐사할 예정이었다. 뉴 프론티어 계획에 제안되어 연구팀은 연구비를 상납받았으나 최종적으로 다른 탐사선이 선출되면서 취소되었다.

## 역사와 제작배경
뉴 프론티어 계획에 제안되어 연구팀은 연구비를 상납받았으나 최종적으로 SAGE, 카이사르, 드래곤플라이가 선출되면서 취소되었다. 이후 탐사선의 자금과 연구원들은 SAGE, 카이사르, 드래곤플라이가 선출되면서 이 세 탐사선 개발에 모두 합병되었다.

## 지원, 개발, 투자
- NASA
- JPL
- GSFC

## 같이 보기
- VISE
- 금성 기원 탐사선